# Tempo di pic-nic
Tempo di pic-nic (Perfect day, nell'originale inglese) è un cortometraggio del 1929, diretto da James Parrott con Stanlio e Ollio.

## Trama
Stanlio e Ollio, con le loro mogli ed il brontolone zio Edgardo, sofferente di gotta ad un piede, decidono di andare a fare un pic-nic. Tutti salgono in macchina, salutano più e più volte i vicini e partono, ma dopo pochi metri una ruota si buca a causa di un chiodo. Tutti scendono per poter sistemare la gomma; Stanlio, però, posiziona il cric in modo errato e nel tentativo di trovare una soluzione rapida, spinge accidentalmente l'auto che schiaccia, col cerchione scoperto, il piede fasciato dello zio Edgardo.

Sostituita finalmente la gomma, al momento di ripartire s'accorgono che non è stato tolto il cric, così che una delle ruote gira a vuoto. Stanlio toglie il cric, ma Ollio s'accorge che è stata rimontata per errore la gomma bucata al posto di quella di scorta. Infuriato, gli lancia il cric che però va a rompere il vetro di una finestra di uno dei vicini, il quale ricambia il favore rompendogli il parabrezza dell'auto. Lo scontro viene interrotto dal passaggio casuale di un sacerdote ed in preda al panico, poiché superstiziosi di iella, si rifugiano tutti in casa. Con la batteria scarica, Ollio tenta di avviare l'auto con la manovella, chiedendo a Stanlio di staccare la frizione: Stanlio equivoca e la stacca con tutto il pedale. Una volta partito, il motore esplode prendendo immediatamente fuoco e Stanlio spegne le fiamme con la pompa d'acqua del vicino infuriato, con Ollio che dalla disperazione per essere rimasto bagnato fradicio, spinge Stanlio contro la macchina facendola finalmente partire. Il corto termina con l'auto che finisce dentro un'enorme e profonda buca nell'asfalto piena d'acqua, dovuta ai lavori in corso.

## Produzione
Il cortometraggio venne scritto nel maggio del 1929. Le riprese sono iniziate il 3 giugno dello stesso anno. Nella prima versione non erano presenti musiche né crediti iniziali. Gli Hal Roach Studios ha aggiunto alcune canzoni. Fino al 2011 era stata considerata perduta quando fu pubblicata "Laurel and Hardy: The Essential Collection".
Per la realizzazione del cortometraggio, vennero sfruttati gli Hal Roach Studios a Culver City per le scene interne della casa, mentre le scene esterne vennero girate davanti all'attuale 3118 di Vera Avenue, a Los Angeles.

## Distribuzione italiana e citazioni nelle antologie
La prima versione italiana fu distribuita nel 1947 con doppiaggio di Mauro Zambuto e Alberto Sordi, commento musicale di Umberto Mancini. Essa è integrale, ed è stata usata in diverse antologie.
Negli anni '50 la comica fu distribuita per altre antologie, con il solo doppiaggio di Carlo Croccolo per ambedue i personaggi. L'antologia include le altre comiche doppiate da Croccolo I due ladroni, Un marito  servizievole,  Lavoro forzati, L'eredità. Questo doppiaggio tuttavia è mutilo di diverse scene.
L'ultimo doppiaggio integrale fu prodotto dalla RAI nel 1968, con le voci di Franco Latini, Carlo Croccolo e il commento musicale di Franco Potenza. Questo doppiaggio fu usato anche nella versione a colori. 
La comica fu inclusa in queste antologie di Stanlio e Ollio:
- Allegri poeti, montaggio del 1959 includente anche Gelosia.
- Stanlio & Ollio in vacanza, montaggio del 1964 includente anche i corti Un marito servizievole, Il fantasma stregato, Gelosia e Andiamo a lavorare.
- Per qualche merendina in più, montaggio del 1971 includente anche I ladroni, La bugia e Annuncio matrimoniale.